# Fórmula Abarth
La Fórmula Abarth (conocida anteriormente como Fórmula Azzurra), fue una competición de monoplazas nacida en Italia en 2005. En 2010 Abarth se comprometió con este campeonato renombrándola Fórmula Abarth. En 2014, la competición pasó a ser el Campeonato de Italia de Fórmula 4.

## Circuitos
| - Cheste - Misano - Spa-Francorchamps - Österreichring - Hockenheim - Mugello - Monza - Vallelunga - Varano - Imola |

## Campeones
Fórmula Azzurra
| Año  | Piloto              | Escudería      |
| ---- | ------------------- | -------------- |
| 2005 | Davide Rigon        | Europa Corse   |
| 2006 | Giuseppe Termine    | CO2 Motorsport |
| 2007 | Salvatore Cicatelli | PKF Racing     |
| 2008 | Edoardo Liberati    | MG Motorsport  |
| 2009 | Alberto Cerqui      | MG Motorsport  |

Fórmula Abarth
| Año  |                       |                           |                                    |
| Año  | Piloto                | Escudería                 | Copa/Rookie                        |
| ---- | --------------------- | ------------------------- | ---------------------------------- |
| 2010 | Brandon Maïsano       | Prema Junior              | C Simone Iaquinta                  |
| 2011 | I Patric Niederhauser | Jenzer Motorsport         | C Yoshitaka Kuroda                 |
| 2011 | E Sergey Sirotkin     | Jenzer Motorsport         | R Gerrard Barrabeig                |
| 2012 | I Nicolas Costa       | Euronova Racing by Fortec | No se disputó                      |
| 2012 | E Nicolas Costa       | Euronova Racing by Fortec | R Santiago Urrutia                 |
| 2013 | Alessio Rovera        | Cram Motorsport           | C Sergey Trofimov R Alessio Rovera |
| 2014 | Jorge Bas Viguera     | TCR Motorsport            | No se disputó                      |